# Tito Flávio Sabino (cônsul em 69)
Tito Flávio Sabino (em latim: Titus Flavius Sabinus) foi um senador romano nomeado cônsul sufecto para o período de abril a junho de 69 com Cneu Aruleno Célio Sabino. Os dois já haviam sido escolhidos para este período por Nero ou Galba e o imperador vitorioso até aquele momento na guerra civil de 69, Vitélio, não objetou, o que lhes permitiu começarem o consulado. Era filho de Tito Flávio Sabino, cônsul em 47 e irmão mais velho do imperador Vespasiano.

## Ano dos quatro imperadores
Durante a guerra civil de 69, foi um dos generais que lutaram para Otão contra Vitélio e que depois se submeteu ele depois da derrota na Primeira Batalha de Bedríaco. Assim como seu pai e seu primo Tito Flávio Domiciano, filho de Vespasiano, foi cercado no Capitólio pelos homens de Vitélio depois que Vespasiano foi proclamado imperador no oriente. Contudo, ao contrário de seu pai, que acabou assassinado, Sabino conseguiu escapar depois que um dos templos foi incendiado.

## Família
Segundo a Enciclopédia Judaica, Sabino teria vivido os últimos anos de sua vida de forma consistente com os ensinamentos judaico-cristãos da época. Tito Flávio Sabino, cônsul em 82, Tito Flávio Clemente, cônsul em 95 e outro possível convertido ao cristianismo, e Flávia, esposa de Lúcio Cesênio Peto. Flávio Clemente era filho dele com Coceia, uma irmã de Nerva.